# Василий (Пападопулос)
Митрополи́т Васи́лий (греч. Μητροπολίτης Βασίλειος в миру Василеос Пападопулос греч. Βασίλειος Παπαδόπουλος; 1884, Магнисия, Османская империя — 29 апреля 1969, Флорина, Греция) — епископ Константинопольской православной церкви; митрополит Флоринский (1932—1967).

## Биография
Родился в 1884 году в Магнисие, в Османской империи.
В 1907 году окончил Халкинскую богословскую школу и в 1912 году рукоположен в сан диакона. Проходил служение в Драмской епархии, а с 1913 года — в Серронской митрополии.
С 1914 по 1923 годы проходил диаконское служение в Смирнской митрополии. В 1923 году рукоположен в сан иерея.
3 января 1926 года рукоположен в сан епископа и возведён в достоинство титулярного митрополита Селевкийского.
27 декабря 1927 года избран митрополитом Янницким.
9 октября 1932 года назначен управляющим Флоринской митрополией.
24 января 1967 года подал прошение об увольнении на покой по старости.
Скончался 29 апреля 1969 года.